# 戸越
戸越（とごし）は、東京都品川区の地名。現行行政地名は戸越一丁目から戸越六丁目。住居表示実施済区域。

## 地理
品川区中部に位置する。町域北辺は百反通りに接し、これを境に西五反田・大崎にそれぞれ接する。東部から南部にかけては豊町に接する。東部は西品川にも接する。西部は第二京浜に接し、これを境に平塚・東中延にそれぞれ接する（いずれも地名は品川区）。町域内を26号線通り（東京都道420号鮫洲大山線）が通っている。
戸越一丁目と戸越二丁目との間には、戸越銀座商店街がある。この商店街は、近隣の住民を中心に日用品を買い求めるため多くの人が訪れる。戸越銀座商店街は地名としては戸越の他、隣接する平塚、豊町にも跨る。そのほかは、第二京浜沿いに高層建造物が見られる他は、主に住宅地として使用されている。

### 地価
住宅地の地価は、2025年（令和7年）1月1日の公示地価によれば、戸越3-3-1の地点で88万1000円/m2となっている。

## 歴史
永禄2年（1559年）の小田原衆所領役帳に初見される。江戸時代までは「とごえ」と読んだ。寛政5年（1793年）には廻船問屋の山路勝孝が孟宗竹の栽培を始め、村の名産となり、後に碑文谷村を中心とした荏原郡一帯に伝播した。
1889年（明治22年）、町村制の施行に伴い平塚村の大字となる。関東大震災後、銀座の瓦礫を埋め立てて戸越銀座が始まった。1932年（昭和7年）10月1日より荏原区戸越町となる。1941年（昭和16年）4月1日に小山・豊町・西戸越・東戸越・平塚・荏原・小山台に分かれ、1965年（昭和40年）東戸越全域と西戸越・東中延・西品川の一部に戸越一 - 六丁目が成立した。

### 地名の由来
この地が江戸越えの村だったことに由来するという。この江戸越えが「戸越」になったといわれている。戸越の名の起こりといわれている古歌を刻んだ石碑が地域内の戸越八幡神社にある。戸越八幡神社#戸越の名のおこりを参照。
「戸」を「江戸」でなく「谷戸」の省略と見る地形説も存在する。

## 世帯数と人口
2023年（令和5年）1月1日現在（東京都発表）の世帯数と人口は以下の通りである。
| 丁目       | 世帯数     | 人口     |
| ---------- | ---------- | -------- |
| 戸越一丁目 | 2,491世帯  | 3,854人  |
| 戸越二丁目 | 1,177世帯  | 1,947人  |
| 戸越三丁目 | 1,475世帯  | 2,421人  |
| 戸越四丁目 | 1,152世帯  | 1,965人  |
| 戸越五丁目 | 1,768世帯  | 2,958人  |
| 戸越六丁目 | 2,034世帯  | 3,595人  |
| 計         | 10,097世帯 | 16,740人 |

### 人口の変遷
国勢調査による人口の推移。
| 年                 | 人口   |
| ------------------ | ------ |
| 1995年（平成7年）  | 16,161 |
| 2000年（平成12年） | 16,055 |
| 2005年（平成17年） | 15,900 |
| 2010年（平成22年） | 16,634 |
| 2015年（平成27年） | 17,260 |
| 2020年（令和2年）  | 17,743 |

### 世帯数の変遷
国勢調査による世帯数の推移。
| 年                 | 世帯数 |
| ------------------ | ------ |
| 1995年（平成7年）  | 7,728  |
| 2000年（平成12年） | 7,959  |
| 2005年（平成17年） | 8,309  |
| 2010年（平成22年） | 9,301  |
| 2015年（平成27年） | 9,795  |
| 2020年（令和2年）  | 10,477 |

## 学区
区立小・中学校に通う場合、学区は以下の通りとなる（2020年4月時点）。
| 丁目       | 番地                                                                                                  | 小学校             | 中学校               |
| ---------- | --- | ------------------ | -------------------- |
| 戸越一丁目 | 1〜18番                                                                                               | 品川区立宮前小学校 | 品川区立戸越台中学校 |
| 戸越一丁目 | 26番1〜2号、4号、25号 27番1号、4号、6〜10号 29番1号、4〜10号 29番23〜25号、29〜30号 29番32〜33号 31番 | 品川区立三木小学校 | 品川区立大崎中学校   |
| 戸越一丁目 | その他                                                                                                | 品川区立戸越小学校 | 品川区立大崎中学校   |
| 戸越二丁目 | 6番1〜20号、22号 6番31〜32号、34〜36号 6番38号 7〜9番                                                 | 品川区立戸越小学校 | 品川区立戸越台中学校 |
| 戸越二丁目 | その他                                                                                                | 品川区立宮前小学校 | 品川区立戸越台中学校 |
| 戸越三丁目 | 全域                                                                                                  | 品川区立宮前小学校 | 品川区立戸越台中学校 |
| 戸越四丁目 | 1〜2番 3番1〜5号、20〜21号 3番23〜25号、28号 4番3〜4号、15〜24号 5〜9番                               | 品川区立宮前小学校 | 品川区立戸越台中学校 |
| 戸越四丁目 | その他                                                                                                | 品川区立戸越小学校 | 品川区立戸越台中学校 |
| 戸越五丁目 | 8番 9番1〜6号                                                                                         | 品川区立戸越小学校 | 品川区立戸越台中学校 |
| 戸越五丁目 | 1〜7番 10〜17番 18番1〜4号、6〜9号 18番14号、16号 18番18〜19号                                        | 品川区立宮前小学校 | 品川区立戸越台中学校 |
| 戸越五丁目 | その他                                                                                                | 品川区立大原小学校 | 品川区立豊葉の杜学園 |
| 戸越六丁目 | 全域                                                                                                  | 品川区立大原小学校 | 品川区立豊葉の杜学園 |

| 丁目                                                              | 番地                                                  | 小学校               | 中学校                        |
| ----------------------------------------------------------------- | ----------------------------------------------------- | -------------------- | ----------------------------- |
| 戸越一丁目                                                        | 1〜18番                                               | 品川区立宮前小学校   | 品川区立戸越台中学校          |
| 26番1〜4号、25号、26号 27番1〜12号 29番1〜10号、29番29〜35号 31番 | 品川区立三木小学校                                    | 品川区立大崎中学校   |                               |
| その他                                                            | 品川区立戸越小学校                                    | 品川区立豊葉の杜学園 |                               |
| 戸越二丁目                                                        | 品川区立戸越小学校                                    | 品川区立豊葉の杜学園 | 6番1〜22号 6番31〜39号 7〜9番 |
| 戸越二丁目                                                        | その他                                                | 品川区立宮前小学校   | 品川区立戸越台中学校          |
| 戸越三丁目                                                        | 全域                                                  | 品川区立宮前小学校   | 品川区立戸越台中学校          |
| 戸越四丁目                                                        | 1〜2番 3番1〜5号、19〜28号 4番3〜4号、15〜24号 5〜9番 | 品川区立宮前小学校   | 品川区立戸越台中学校          |
| 戸越四丁目                                                        | その他                                                | 品川区立戸越小学校   | 品川区立豊葉の杜学園          |
| 戸越五丁目                                                        | 8番 9番1〜6号                                         | 品川区立戸越小学校   | 品川区立豊葉の杜学園          |
| 戸越五丁目                                                        | 1〜7番 10〜17番 18番1〜9号、14〜20号                  | 品川区立宮前小学校   | 品川区立戸越台中学校          |
| 戸越五丁目                                                        | その他                                                | 品川区立大原小学校   | 品川区立豊葉の杜学園          |
| 戸越六丁目                                                        | 全域                                                  | 品川区立大原小学校   | 品川区立豊葉の杜学園          |

## 交通

### 鉄道
町域内における鉄道駅として、西部の第二京浜下に都営浅草線戸越駅が設置されている。また、南部には東急大井町線戸越公園駅が置かれる。目的地によって西方の東急池上線戸越銀座駅、南西方向にある東急池上線荏原中延駅、南方の東急大井町線中延駅もそれぞれ利用可能である。

### 路線バス
いずれも東急バスが運行する。
- 国道1号線（第二京浜）
  - 反01 五反田駅 - 戸越銀座 - 戸越三丁目 - 川崎駅ラゾーナ広場
  - 反02 五反田駅 - 戸越銀座 - 戸越三丁目 - 池上警察署
- 都道420号線
  - 井50 高輪ゲートウェイ駅→戸越公園駅入口→武蔵小山駅（片方向のみ停車）
  - 井51 東急大井町駅→戸越公園駅入口→武蔵小山駅（片方向のみ停車）

## 事業所
2021年（令和3年）現在の経済センサス調査による事業所数と従業員数は以下の通りである。
| 丁目       | 事業所数  | 従業員数 |
| ---------- | --------- | -------- |
| 戸越一丁目 | 168事業所 | 1,607人  |
| 戸越二丁目 | 101事業所 | 339人    |
| 戸越三丁目 | 122事業所 | 538人    |
| 戸越四丁目 | 75事業所  | 448人    |
| 戸越五丁目 | 195事業所 | 1,440人  |
| 戸越六丁目 | 149事業所 | 1,296人  |
| 計         | 810事業所 | 5,668人  |

### 事業者数の変遷
経済センサスによる事業所数の推移。
| 年                 | 事業者数 |
| ------------------ | -------- |
| 2016年（平成28年） | 906      |
| 2021年（令和3年）  | 810      |

### 従業員数の変遷
経済センサスによる従業員数の推移。
| 年                 | 従業員数 |
| ------------------ | -------- |
| 2016年（平成28年） | 5,952    |
| 2021年（令和3年）  | 5,668    |

## 施設
- 荏原警察署戸越交番
- 品川戸越郵便局
- 品川区立大原小学校
- 品川区立宮前小学校
- 品川区立戸越台中学校
- 社会福祉法人 三徳会 品川区立戸越台特別養護老人ホーム
- 戸越八幡神社
- 行慶寺
- 戸越銀座温泉
- 中延温泉 松の湯
- ケーブルテレビ品川本社
- 平塚機工本社
- オフィス・デポ本社
- ジャステック戸越分室

## 祭事・催事
- 新春餅つき大会 - 1月
- 戸越八幡神社節分祭（豆まき）- 2月
- 品川納涼祭 - 8月
- 戸越八幡神社御幸祭 - 9月
- 上神明天祖神社例大祭 - 9月
- しろへびサミット in しながわ - 9月

## その他

### 日本郵便
- 郵便番号 : 142-0041[3]（集配局 : 荏原郵便局[20]）。